# Gering (Nebraska)
Gering è una città degli Stati Uniti d'America, nella contea di Scotts Bluff nello Stato del Nebraska.